# Thomas Thynne, II visconte Weymouth
Thomas Thynne, II visconte Weymouth (21 maggio 1710 – Horningsham, 1751), è stato un politico inglese.

## Biografia
Nacque postumo il 21 maggio 1710, il figlio di Thynne Thomas e di sua moglie Lady Mary Villiers.
Il 28 luglio 1714, alla morte di suo zio Thomas Thynne, I visconte Weymouth, ereditò Longleat House e le sue grandi proprietà.
Nel 1733 fu nominato maestro di casa di Tamworth e fu anche gran maestro della Prima gran loggia d'Inghilterra (1735-1736). Tra il 4 dicembre 1739 e il 1751, ha ricoperto gli uffici reali di custode di Hyde Park, custode del centro commerciale, e ranger di St James Park.

## Matrimonio
Il 6 dicembre 1726, sposò Lady Elizabeth Sackville, figlia di Lionel Sackville, I duca di Dorset.
Dopo la morte di Elizabeth, il 19 giugno 1729, sposò in seconde nozze, Lady Louisa Carteret, figlia di John Carteret, II conte Granville. Ebbero due figli:
- Thomas Thynne, I marchese di Bath (1734-1796);
- Henry Carteret, I barone Carteret (1735-1826).

## Morte
Morì nel 1751 a Horningsham, nel Wiltshire.